# Сенат Російської імперії

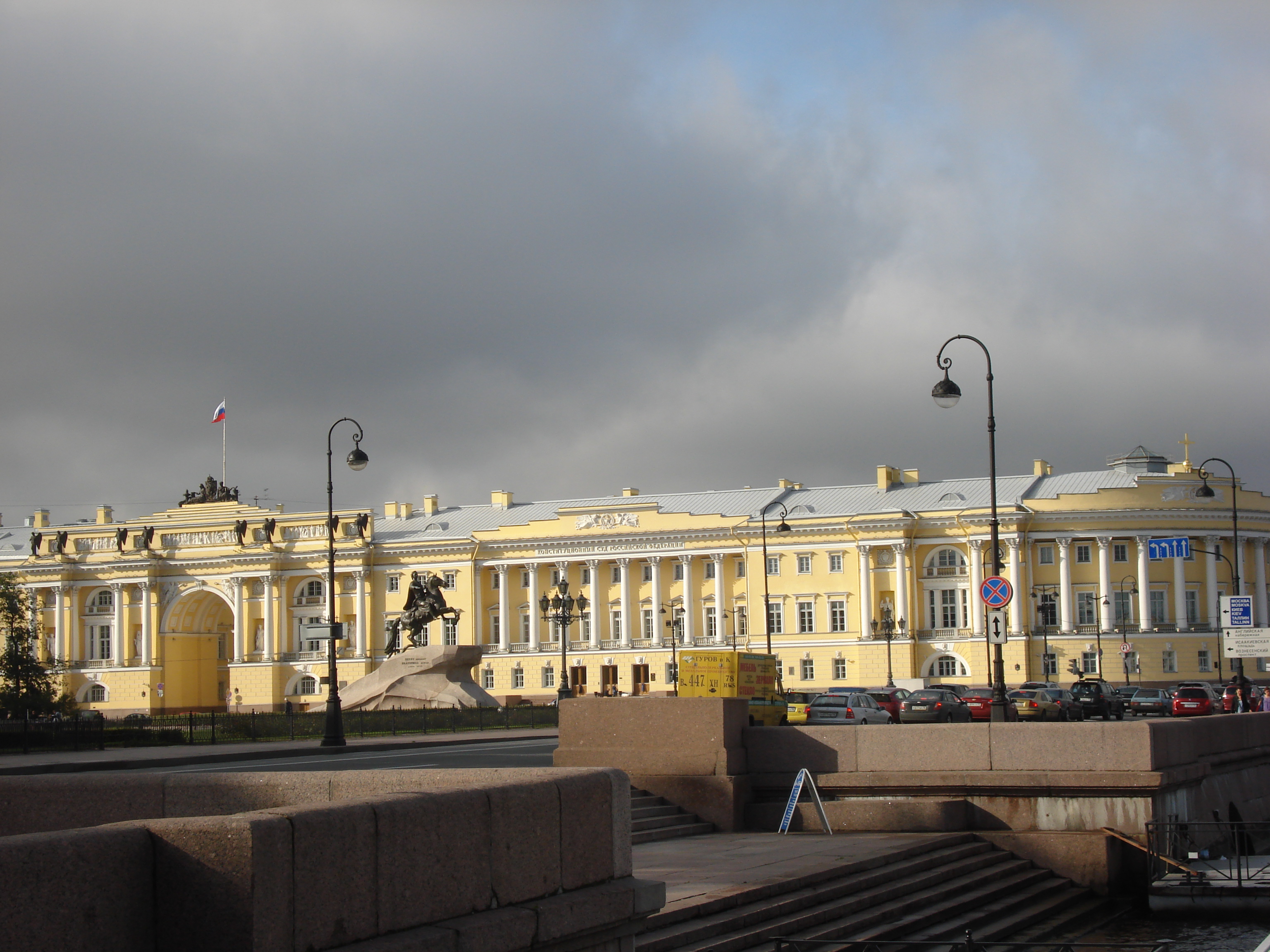
Будівля Сенату та Синоду в Санкт-Петербурзі

Сенат Російської імперії, Правлячий Сенат — вищий державний орган, створений російським царем Петром I у період утвердження абсолютизму в Росії. Діяв із 1711 як колегіальний надзвичайний орган для законодавчих і управлінських справ. На відміну від органів з такою ж назвою у Швеції і Речі Посполитій російський Сенат не наділявся парламентськими функціями та був законодорадчим органом. На противагу Боярській думі Сенат став бюрократичним органом із призначуваними чиновниками, діловодним апаратом і підвідомчими установами. При Петрі I структура Сенату була простою: 9 членів з обер-секретарями, які особисто присягали імператорові, із них — рекетмейстер, герольдмейстер, обер-фіскал, генерал-ревізор та ін. До 1722 сенаторами були й президенти колегій. 
Не раз роль, місце і компетенції Сенату мінялися. Спершу він перейняв обов'язки Розрядного приказу, займався призначенням на військові та штатські посади, реєстрував служилий стан, щоб той не ухилявся від державної служби, приймав апеляції, а указом «О должности Сената» 1718 отримав право на видання власних указів, зокрема в галузі адміністративного права, яким, одначе, користувався недовго. Петро I, отримавши титул імператора 1721, заборонив Сенату видавати від свого імені загальнодержавні закони. За роки правління Катерини I і Петра II політичне значення Сенату впало, він перестав бути органом нагляду за державним апаратом.

## При Катерині II
У перші роки правління Катерини II політичне значення Сенату зросло, оскільки імператриця потребувала підтримки офіційних інституцій влади. Граф М.Панін, який зібрав навколо себе письменників та інтелектуалів, сподівався реорганізувати Сенат так, щоб він став ефективним адміністративним органом і виконував би роль арбітра між верховною владою та Імператорською радою, що в кінцевому результаті сприяло б обмеженню абсолютної влади монарха та зміцненню законності. Катерина II запропонувала власний проєкт реформи Сенату (1763), згідно з яким він усувався від законодавчої діяльності. Найбільш важливі акти, такі як заснування губернських органів, Жалувана грамота дворянству 1785, Жалувана грамота містам 1785, імператриця укладала сама або доручала їх укладання найбільш довіреним сановникам. Катерина II, боячись небезпечних олігархічних тенденцій Сенату, реформувала і структурувала його на 6 ізольованих департаментів із чітко визначеними компетенціями кожного: 4 з них перебували в Санкт-Петербурзі і 2 — у Москві.

## При Олександрі І
При Олександрі І 1802—03 були спроби реформувати Сенат, надавши йому законодавчі функції з поверненням нагляду за адміністрацією, зокрема і за створюваними міністерствами, а також змінити його склад і становище в системі державного управління. Після напружених дебатів Негласний комітет схвалив проєкт графа П.Завадовського, але Олександр I не допустив його практичного втілення. Інші проєкти також не влаштували імператора, бо применшували законодавчу монополію монарха. В указі від 8 вересня 1802 обумовлено права, обов'язки, організацію Сенату. Його законодавчі функції передавалися Державній раді Російської імперії, створеній 1810, навіть без права висловлювати свої зауваження на тексти законів, адміністративні ж — міністерствам, з яких перші вісім було засновано 1802, а також Комітету міністрів Російської імперії. Олександр I надав Сенатові статус інституції адміністративної юстиції, прокуратури та суду із такими функціями: розгляд адміністративно- судових справ, нагляд за державним апаратом через губернських і повітових прокурорів, а також охорона і підтвердження особливих прав різних станів. Імператор посилив сенаторські ревізії, зокрема винних відкупів та щодо діяльності місцевого державного апарату. Верховна влада, створивши нові органи управління, відвела Сенату другорядну роль, перетворивши його на вищий орган суду й нагляду.

## Судова реформа 1864
Судова реформа 1864 вплинула на структуру і напрями діяльності Сенату, сприяла збереженню його як вищого органу суду й нагляду. У зв'язку з тим, що вищими апеляційними інстанціями ставали судові палати і повітові з'їзди мирових судів, його апеляційна діяльність поступово відпадала, він розглядав лише ті апеляційні та касаційні справи, що надходили для ревізії із протестами губернських прокурорів та губернаторів, а також справи судових установ тих губерній, на які не поширювалася судова реформа 1864, і справи із звинуваченнями у злочинах чиновників вище 5-го класу. Сенат все більше перетворювався на судову установу, а тому зменшувалася чисельність сенаторських ревізій. Він зберіг за собою право першої публікації законів із правом стежити, щоб приватні особи та державні установи не публікували законодавчих актів раніше Сенату. Для цього, починаючи з 1863, виходило сенатське видання «Собрание узаконений и распоряжений правительства», яке розсилалося 1-м департаментом у вигляді невеликої брошури у всі вищі, центральні і місцеві установи. 1872 у складі Сенату засноване «Особливе присутствіє для справ про державні злочини і незаконні товариства», до складу якого, крім сенаторів, увійшли й призначувані імператором представники від станів: губернський і повітовий предводителі дворянства, губернський міський голова і волосний старшина Санкт-Петербурзької губернії.

## У роки революції 1905—1907
У роки революції 1905—1907 діяльність Сенату стала активнішою у зв'язку із порушеннями, що допускалися під час виборів до Державної думи Російської імперії. 1906 при ньому функціонував Верховний карний суд, який розглядав головним чином злочини чиновників. Сприяла його активізації й аграрна реформа П.Столипіна, бо Сенат ставав вищим апеляційним органом по земельних справах. На початку 20 ст. Сенат складався з департаментів, у віданні 1-го перебували справи адміністративних правопорушень, що розглядалися за старим законодавством у закритий спосіб. Їх було особливо багато внаслідок постійного порушення губернаторами законодавства щодо діяльності земських і міських органів. Місце 2-го апеляційного департаменту, заснованого 1882, зайняв «селянський», бо в ньому зосереджувалися селянські адміністративні справи, зокрема скарги на губернські в селянських справах присутствія і губернські присутствія з господарського і земельного устрою селян, їхні особисті, майнові та громадські справи. Судовий департамент розглядав справи старих судових департаментів і межові. Герольдія займалася дворянськими справами, почесними громадянами, князівськими, графськими, баронськими титулами, зміною прізвищ, складанням гербовників. Із апеляційних департаментів Сенату збереглися лише 4-й і 5-й, які 1898 були об'єднані з межовим і судовим департаментами. Два касаційні департаменти (цивільний і карний), засновані 1866, розглядали скарги на рішення місцевих судів, відміняли їхні постанови або передавали на перегляд в інший судовий орган згідно з реформою 1864 та були вищими інстанціями у справах юстиції. Продовжував діяльність Вищий дисциплінарний суд, заснований 1885 для розгляду справ про порушення законності суддями. Після повалення самодержавства 1917 ліквідовано Особливе присутствіє і Верховний карний суд, а Вище дисциплінарне присутствіє перейменовано на Вищий дисциплінарний суд, решта апарату залишилася без змін. Сенат було ліквідовано на основі декрету радянської влади від 22 листопада 1917.
Місцем перебування Сенату 1711—14 була Москва, потім, до 1917, — С.-Петербург, у Москві залишалися 6-й, 7-й і 8-й департаменти та деякі сенатські контори; 9-й і 10-й департаменти перебували у Варшаві. 1871 і 1876 московські та варшавські департаменти Сенату були ліквідовані.